# Kriegsgräberstätte Gronenfelde

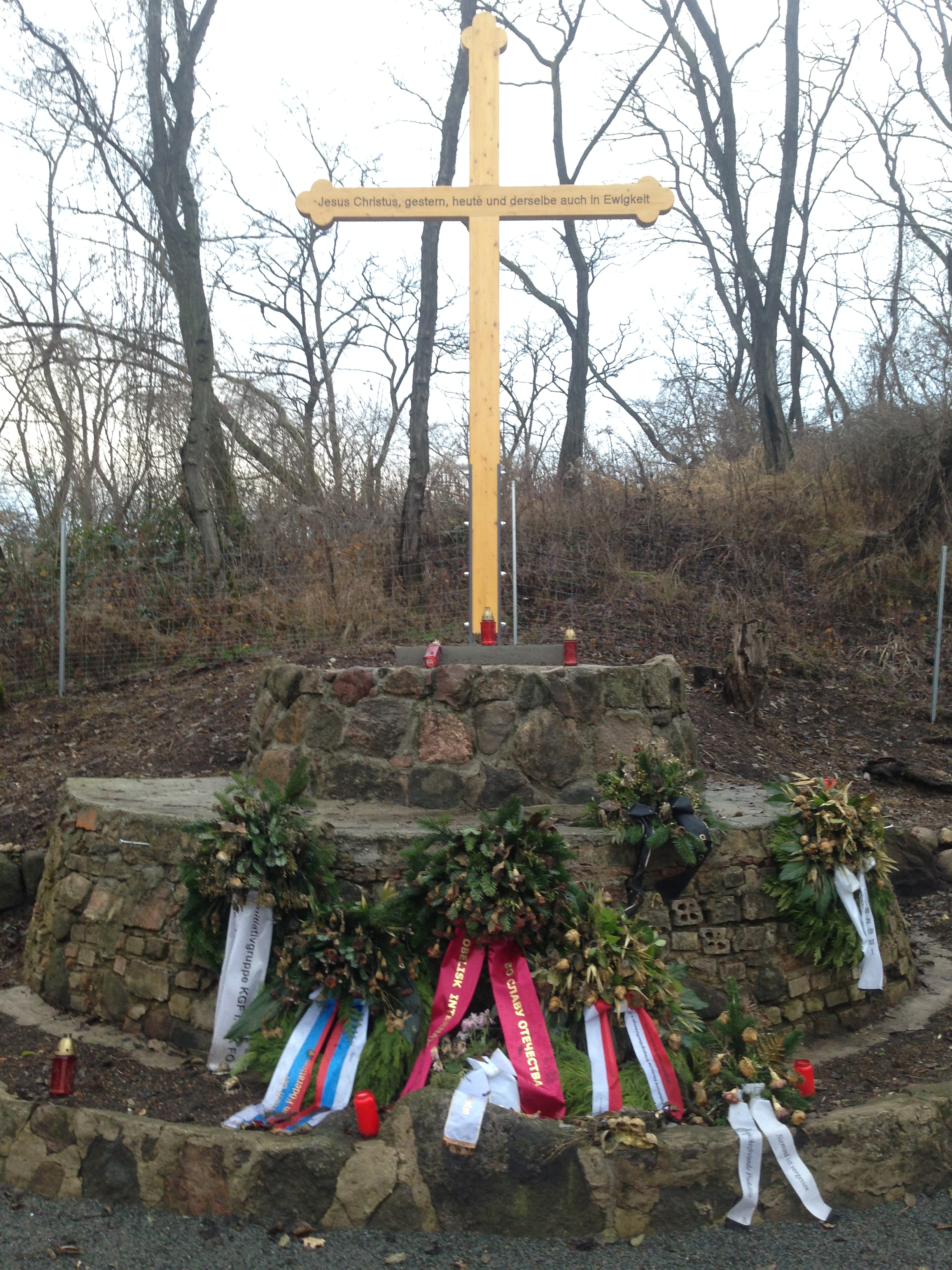
Die wiederhergestellte Kriegsgräberstätte nach der Wiedereinweihung im Dezember 2018.

Die Kriegsgräberstätte Gronenfelde nahe der heutigen Heimkehrsiedlung im Frankfurter Ortsteil Gronenfelde ist eine Begräbnisstätte für Kriegsgefangene des Ersten Weltkriegs. Der Kriegsgefangenenfriedhof bestand von 1915 bis 1922. Der größte Teil der bestatteten Soldaten waren russischer Nationalität, was zur umgangssprachlichen Bezeichnung „Russenfriedhof“ führte.

## Geschichte

### Vorgeschichte
Am 1. August 1914 begann mit dem Ersten Weltkrieg für Deutschland ein Krieg an zwei Fronten. Bereits in den ersten sieben Monaten des Krieges nahmen die kaiserlichen Truppen rund 650 000 Soldaten der zaristischen Armee gefangen. Mehrere Tausend davon wurden nach Frankfurt (Oder) verbracht, wo auf dem Areal der heutigen Heimkehrsiedlung zuerst ein großes Zeltlager und später ein massives Barackenlager entstand. Frankfurt lag an der Hauptbahnverbindung zwischen Berlin und Moskau. Anfang Januar 1915 waren schon rund 13 000 Internierte im Kriegsgefangenenlager untergebracht.
Am 10. Oktober 1918 wurden 22 986 Internierte gezählt, 634 davon Zivilpersonen. Die Gefangenen gehörten den verschiedensten europäischen Nationen und Volksgruppen an. Den größten Anteil daran hatten Russen, die als Soldaten für das Zarenreich kämpften, aber auch Weißrussen, Ukrainer, Polen, Balten, Finnen, Russland-Deutsche, Juden, moslemische Baschkiren und Kaukasier. Ebenso wurden Kriegsgefangene anderer damaliger „Feindstaaten“ in Frankfurt (Oder) interniert, darunter Italiener, Franzosen, Belgier, Serben, Rumänen und Briten.

### Einweihung

Die Einweihung am 25. Juli 1915 im Rahmen eines ökumenischen Gottesdienstes (oben: ev. Pfarrer, unten v.l. kath. Priester, orth. Pope, Feldrabbiner Martin Salomonski sowie Garnisonspfarrer Eich und zwei Gemeindepfarrer)

Insgesamt 812 Kriegsgefangene starben im Lager, darunter auch Frauen sowie ein Türke aus dem mit Deutschland verbündeten Osmanischen Reich. Die Todesursachen konnten vielfältiger Natur sein, zum einen Kriegsverletzungen, aber auch Infektionen aufgrund der schwierigen Ernährungslage, vor allem Flecktyphus und Tuberkulose. Die Verstorbenen wurden nahe dem Lager auf dem Areal des stillgelegten Körner-Schachtes beerdigt, unweit der ehemaligen Bahnlinie über den Bahnhof Grube Vaterland (bei Kliestow).
Am 25. Juli 1915 wurde der Kriegsgefangenenfriedhof im Rahmen eines ökumenischen Gottesdienstes sowie im Beisein der Wachmannschaft und vieler Gefangener offiziell einweiht. Anwesend waren die evangelischen Divisionspfarrer Wenzel und Eich, drei evangelische Gemeindepfarrer, der katholische Priester Warnecke, der Frankfurter Feldrabbiner Martin Salomonski und ein Priester des russisch-orthodoxen Bekenntnisses, die gemeinsam vor der Kreuzkanzel Aufstellung nahmen. Der orthodoxe Pope weihte das vom gefangengenommenen russischen Bildhauer Staltmann geschaffene Denkmal ein. Es trägt einen Zarenadler sowie Widmungen in deutscher und russischer Sprache.

### Anlage
Je nach Religionszugehörigkeit zierte das Grab ein Holzkreuz, ein Halbmond oder ein Davidstern mit dem Namen des Toten. Die Verstorbenen jüdischen Glaubens – in den Sterbebüchern als mosaisch bezeichnet – erhielten um 1935 je ein Grabmal aus Sandstein, wobei auf der Vorderseite der Name in lateinischer und auf der Rückseite in hebräischer Schrift eingemeißelt war. Fragmente dreier Grabsteine wurden bei späteren Aufräumarbeiten gefunden und konnten den Beerdigten zugeordnet werden.

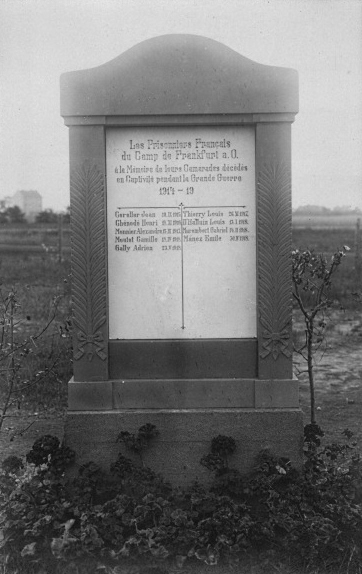
Gedenkstein für die französischen Toten

Im Jahr 2014 wurde ein Bruchstück der Gedenktafel für die zwölf Toten Frankreichs mit einer Widmung in französischer Sprache bei Aufräumarbeiten gefunden. Auf dem Nordwestteil des Friedhofes existieren noch Reste des italienischen Ehrenmals. In den Zwanzigerjahren erfolgte die Umbettung der französischen Toten in ihr Heimatland, die Gebeine der Italiener und Briten fanden auf dem Soldatenfriedhof Stahnsdorf-Süd bei Berlin ihre letzte Ruhestätte. Es blieben die Gräber der Soldaten der Zarenarmee.

### Nachkriegszeit
Obwohl der Erste Weltkrieg am 11. November 1918 endete, wurden noch bis Mitte 1921 Soldaten der russischen Armee in Gronenfelde beerdigt. Bereits im März 1918 hatten Sowjet-Russland und Deutschland im Friedensvertrag von Brest-Litowsk einen Gefangenenaustausch vereinbart, aber durch die Revolutionswirren in Russland und das Waffenstillstandsabkommen mit den Siegermächten vom November 1918 war es Deutschland untersagt, russische Gefangene sobald zu entlassen, da sie Lenin in seinem Kampf unterstützten könnten. Das erklärt den Hinweis im Sterbebuch von 1921, dass ein „Soldat der russischen Bolschewisten-Armee“, der Landwirt Jefim Bulawka aus dem Rayon Bendera, 23-jährig im Versorgungslazarett starb. Aufgrund des Bürgerkrieges in Russland konnte der letzte Kriegsgefangene erst 1922 in seine Heimat zurückkehren.
Von 1919 bis 1924 wurden auf dem Friedhof rund 160 Verstorbene beerdigt, die aus dem Osten gekommen waren, weil deren Heimat nun zu Polen gehörte. Daran erinnern mehrere gemauerte Grabeinfassungen.
Gemäß Artikel 225 und 226 des Versailler Vertrages musste die eingezäunte Kriegsgräberstätte „mit Achtung behandelt und instand gehalten“ werden. Laut Unterlagen des Stadtarchivs wurde der Friedhof bis Ende 1944 im Auftrag und auf Rechnung des Reichsfiskus durch den Gärtnermeister Karl Jäckel gepflegt.

### Verfall
Ab 1945 setzte der Verfall des Kriegsgefangenenfriedhofs ein. Erste Verwüstungen gab es, als Wehrmachtssoldaten in der Umgebung Schützengräben errichteten; von den Splittergräben existieren noch Spuren. Nach dem Krieg wurden die Holzkreuze aus der Not heraus von Anwohnern zum Heizen verwendet. Hauptursache des Verfalls war jedoch in der Folgezeit das bewusste Desinteresse der neuen Frankfurter Stadtverwaltung und der sowjetischen Besatzungsmacht. In der lokalen Geschichtsschreibung wurde zwar der Erhalt der aus Holz errichteten Heilandskapelle („Russenkirche“ im Volksmund) gewürdigt und in diesem Zusammenhang die Lagergeschichte erforscht und beschrieben, der Friedhof kam aber dabei nicht vor.

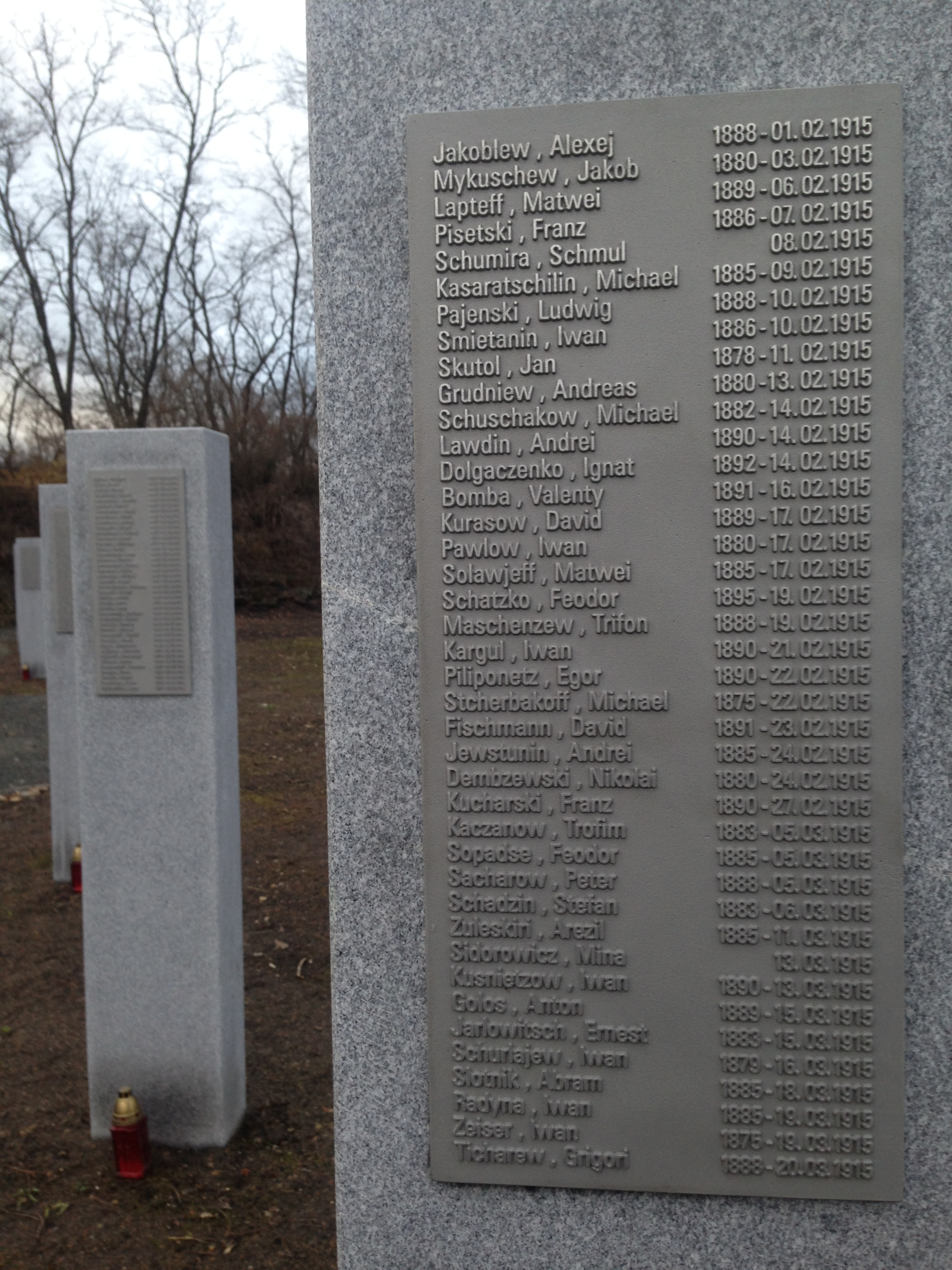
Einige der steinernen Stelen mit den Namen der bestatteten Soldaten der zaristischen Armee.

### Wiederinstandsetzung
Vielen Personen, die hauptamtlich mit Lokalgeschichte befasst sind, war der Kriegsgefangenenfriedhof Gronenfelde auf Nachfrage bis 1992 unbekannt. Erst der Brief der Russland-Deutschen Linda Ljubow Hass an die Frankfurter Kirchengemeinde Gertraud-Marien, die nach dem Grab ihres Großvaters Friedrich Seel suchte, brachte einen Rechercheprozess in Gang. Der Beitrag des Kirchenarchivars Günter Fromm für die „Brandenburgischen Blätter“ der Märkischen Oderzeitung vom November 1992 war der erste Versuch, die Öffentlichkeit zu informieren.
Außer dass die Stadtverwaltung die Gräberstätte als Gehölzinsel unter Naturschutz stellte und damit einer möglichen Überbauung entgegengewirkte, passierte jahrelang nichts. Im Juni 2011 gründete sich eine private Initiativgruppe „KGF Erster Weltkrieg Frankfurt (Oder)“, die mit einer Erklärung an die Presse sowie einem Eintrag im Internet an die Öffentlichkeit trat. Anhand einer von Mitarbeiterinnen des Standesamtes alphabetisch erstellten, aber unvollständigen Totenliste recherchierte der Historiker Günter Fromm weitere Namen von bestatteten Soldaten der russischen Armee. Auf der Kriegsgräberstätte liegen die sterblichen Überreste von 581 Personen, davon 574 aus dem Russischen Reich und 7 Serben. Durch das Internet wurden Landsleute auf den „Russenfriedhof“ aufmerksam und engagierten sich gemeinsam mit Mitgliedern des deutsch-russischen Vereins „Rodina“ aus Frankfurt ehrenamtlich bei den Aufräumarbeiten. Auch wurde das in der Heilandskapelle eingelagerte Kreuz auf die inzwischen sanierte Feldsteinkanzel zurückgestellt.
Zu den 100. Jahrestagen von Kriegsbeginn (2014) und Ersteinweihung (2015) kam es zu Andachten auf der Kriegsgräberstätte, bei der Vertreter der russischen Botschaft, der Stadt Frankfurt, der evangelischen Kirchengemeinde und der örtlichen Jüdischen Gemeinde anwesend waren. Anlässlich des Endes des Ersten Weltkrieges wurde der Friedhof am 17. November 2018 als Kriegsgräberstätte gemäß Gräbergesetz der Öffentlichkeit übergeben. Auf Stelen aus Granit waren Metalltafeln mit den Namen der Bestatteten angebracht und aufgestellt worden.